# 苣叶车前
苣叶车前（学名：Plantago perssonii）为车前科车前属下的一个种。

## 扩展阅读
- 維基物種上的相關：苣叶车前